# Stolnica Notre-Dame v Parizu
Stolnica Notre-Dame v Parizu (francosko Cathédrale Notre-Dame de Paris; tudi samo Notre-Dame de Paris, kar dobesedno pomeni Naša Gospa v Parizu), znana tudi kot Notredamska stolnica ali preprosto Notre-Dame, je srednjeveška katoliška stolnica na otoku Île de la Cité v četrtem okrožju Pariza, glavnega mesta Francije. Ta stolnica velja za enega najlepših zgledov francoske gotske arhitekture. Od zgodnejše romanske arhitekture se razlikuje po inovativni uporabi rebrastih obokov in ločnih opornikov, velikega in barvitega rozetnega okna zahodnega pročelja in dveh na prečni ladji ter gotskega realizma in obilja večinoma rekonstruiranega kiparskega okrasja.
Stolnico so začeli graditi leta 1160 pod škofom Mauriceom de Sullyjem in dela večinoma končali do leta 1260. Par zvonikov ob glavnem vhodu ni bil nikoli dokončan. V v poznejših stoletjih so stavbo in njeno okrasje pogosto spreminjali. V 90. letih 18. stoletja so med francosko revolucijo poškodovali ali uničili večino religiozne likovne opreme v njej in na pročeljih. Leta 1804 so v cerkvi za francoskega cesarja kronali Napoleona I. Zanimanje množic za zanemarjeno stolnico se je razvilo kmalu po objavi romana Notredamski zvonar Victorja Hugoja leta 1831. Temu je sledil obsežen projekt obnove v letih od 1844 do 1864, ko so stolnici dodali (arhitekt Viollet-le-Duc) znamenit koničast zvonik nad prečno ladjo. Leta 1944 so v notredamski stolnici s petjem Marijine himne Magnificat proslavili osvoboditev Pariza. V 60. letih 20. stoletja so cerkev očistili saj in umazanije ter ji vrnili nekdanjo barvno podobo. Ponovno čiščenje in obnovo so opravili v 90. letih. Stolnica je leta 2013 praznovala svojo 850. obletnico.
Notredamska stolnica je med najbolj poznanimi simboli ne le mesta, temveč vsega francoskega naroda. Navdihnila je številna umetniška dela, npr. že omenjeni Hugojev roman Notredamski zvonar. V njej ima katedro (škofovski prestol) pariški nadškof. Vsako leto jo je do velikega požara obiskovalo 12 milijonov ljudi, s čimer je bila najbolj obiskan kulturni spomenik v Parizu.
15. aprila 2019 je notredamsko stolnico zajel požar in jo močno poškodoval – zrušili sta se dve tretjini strehe in strešni jezdec, ogrožena je bila statična stabilnost jedra. Poleg tega je ogenj močno poškodoval rozetna okna. Številna umetniška dela v njej so bila na varnem, saj so jih že prej odstranili zaradi obnovitvenih del. Francoski predsednik Emmanuel Macron je po požaru sporočil, da nameravajo v nekaj letih sanirati škodo. Ob odprtju olimpijskih iger julija 2024 dela še niso zaključena.  

## Zgodovina
Menijo, da je pred prihodom krščanstva v Francijo na mestu Notre-Dame stal galsko-rimski tempelj, posvečen Jupitru. Dokazi za to vključujejo Steber čolnarjev, odkrit pod stolnico leta 1710. V 4. ali 5. stoletju so na tem mestu, blizu kraljeve palače, zgradili veliko zgodnjekrščansko cerkev, stolnico sv. Štefana. Vhod je bil približno 40 metrov zahodno od sedanjega zahodnega pročelja Notre-Dame, apsida pa je bila približno tam, kjer je danes zahodna fasada. Bila je približno polovica velikosti kasnejše Notre-Dame, dolga 70 metrov in ločena na glavno in štiri stranske ladje z marmornimi stebri, nato pa okrašena z mozaiki.
Zadnja cerkev pred stolnico Notre-Dame je bila romanska predelava sv. Štefana, ki je bila, čeprav povečana in predelana, neprimerna za naraščajoče prebivalstvo Pariza. Krstilnica, cerkev Saint-Jean-le-Rond, zgrajena okoli leta 452, je bila na severni strani zahodnega pročelja Notre-Dame do dela Jacques-Germaina Soufflota v 18. stoletju.
Leta 1160 se je pariški škof Maurice de Sully odločil zgraditi novo in veliko večjo cerkev. Po hitrem postopku je porušil prejšnjo cerkev in se odločil reciklirati njene materiale. Sully se je odločil, da mora biti nova cerkev zgrajena v gotskem slogu, ki je bil slovesno odprt v kraljevi opatiji Saint Denis v poznih 1130-ih.

### Gradnja
Kronist Jean de Saint-Victor je v Memorial Historiarum zapisal, da se je gradnja Notre- Dame začela med 24. marcem in 25. aprilom 1163 s položitvijo vogelnega kamna v navzočnosti kralja Ludvika VII. in papeža Aleksandra III.. Štiri faze gradnje so potekale pod škofoma Mauriceom de Sullyjem in Eudesom de Sullyjem (ni v sorodu z Mauriceom), glede na mojstre, katerih imena so izgubljena. Analiza obokov, ki so padli v požaru leta 2019, kaže, da so je bil kamen izkopan v Vexinu, okrožju severozahodno od Pariza, in da so ga po Seni verjetno pripeljali s tovornimi ladjami.
Prva faza zidave se je začela z gradnjo kora in njegovih dveh obhodnih hodnikov, ambulatorijev. Po besedah Roberta iz Torignija je bil kor dokončan leta 1177, veliki oltar pa sta 19. maja 1182 posvetila kardinal Henri de Château-Marçay, papeški legat v Parizu, in Maurice de Sully. Druga faza, od 1182 do 1190, se je nanašala na gradnjo štirih odsekov ladje za korom in njenih stranskih ladij do višine svetlobnega nadstropja. Začeli so po dokončanju kora in zaključili, preden je bil dokončan zadnji del ladje. V začetku leta 1190 so bili postavljeni temelji fasade in dokončani prvi transepti. Heraklij iz Cezareje je leta 1185 iz še nedokončane stolnice pozval k tretji križarski vojni.
Ludvik IX. je v stolnici med gradnjo odložil relikvije Kristusovega pasijona, ki so vključevale trnovo krono, žebelj s križa in delček križa, kar so z velikimi stroški kupili od latinskega cesarja Balduina II. za Sainte-Chapelle. Spodnja majica, ki naj bi pripadala Ludviku, je bila dodana zbirki relikvij nekaj po njegovi smrti.
Sprejeta je bila odločitev, da dodajo transepte na koru, kjer je bil oltar, da bi vnesli več svetlobe v središče cerkve. Uporaba preprostejših štiridelnih namesto šestdelnih rebrastih obokov je pomenila, da je bila streha močnejša in lahko višja. Po smrti škofa Mauricea de Sullyja leta 1196 je njegov naslednik Eudes de Sully nadzoroval dokončanje transeptov in nadaljeval z deli na ladji, ki se je v času njegove smrti leta 1208 bližala zaključku. V tem času je bila zahodna fasada že v veliki meri zgrajena, čeprav je bila delno dokončana šele okoli sredine 1240-ih. Konic zvonikov niso nikoli dogradili. Med letoma 1225 in 1250 je bila zgrajena zgornja galerija ladje, skupaj z dvema stolpoma na zahodni fasadi.
Druga pomembna sprememba je nastala sredi 13. stoletja, ko so bili transepti preoblikovani v tedaj novejšem gotskem žarkastem slogu, imenovanem rayonnant; v poznih 1240-ih je Jean de Chelles dodal zatrepni portal k severnemu transeptu, ki ga je obkrožala spektakularna rozeta. Kmalu zatem (od leta 1258) je Pierre de Montreuil izvedel podoben načrt na južnem transeptu. Oba ta transeptna portala sta bila bogato okrašena s kipi; južni portal prikazuje prizore iz življenja svetega Štefana in različnih lokalnih svetnikov, severni portal pa prikazuje Kristusovo otroštvo in zgodbo o Teofilu v timpanonu, z zelo vplivnim kipom Device z otrokom v portalnem stebru. Gradbeni mojstri Pierre de Chelles, Jean Ravy, Jean le Bouteiller in Raymond du Temple so nasledili de Chellesa in de Montreuila ter nato drug drugega pri gradnji stolnice. Ravy je dokončal de Chellesov korno pregrado in kapelice, nato pa je začel s 15-metrskimi ločnimi oporniki kora. Jean le Bouteiller, Ravyjev nečak, ga je nasledil leta 1344, sam pa ga je ob njegovi smrti leta 1363 nadomestil njegov namestnik Raymond du Temple.
Filip Lepi je v stolnici leta 1302 odprl prve generalne stanove.
Pomembna novost v 13. stoletju je bila uvedba ločnih opornikov. Pred oporniki je vsa teža strehe pritiskala navzven in navzdol na stene in opore, ki jih podpirajo. Pri ločnem oporniku so težo prenašala rebra oboka v celoti zunaj konstrukcije na niz nasprotnih nosilcev, ki so bili na vrhu s kamnitimi fialami, kar jim je dalo večjo težo. Oporniki so pomenili, da so lahko stene višje in tanjše ter imajo lahko veliko večja okna. Datacija prvih opornikov ni znana z veliko natančnostjo po datumu postavitve v 13. stoletju. Umetnostni zgodovinar Andrew Tallon je na podlagi podrobnih laserskih skeniranj celotne konstrukcije trdil, da so bili oporniki del prvotne zasnove. Po Tallonovih besedah skeniranje kaže, da se »zgornji del stavbe v 800 letih ni premaknil niti za kanček«, medtem ko bi bilo pričakovati nekaj premikanja, če bi bili dodani pozneje. Tallon je tako zaključil, da so bili ločni oporniki prisotni že od samega začetka. Prve opornike so v 14. stoletju zamenjali z večjimi in močnejšimi; ti so imeli doseg petnajst metrov (50') med zidovi in nasprotnimi podporami.
- Tloris stolnice, ki ga je izdelal Eugène Viollet-le-Duc v 19. stoletju. Portali in ladja na levi, kor v sredini ter apsida in ambulatorij na desni. Prizidek na jugu je zakristija.
- Zgodnji šestdelni rebrasti oboki ladje. Rebra so prenašala pritisk teže strehe navzdol in navzven na stebre in nosilne opore.
- Masivni oporniki, ki nasprotujejo potisku navzven iz rebrastih obokov ladje. Teža fial v obliki stavbe pomaga ohranjati potisk varno znotraj opornikov.
- Poznejši ločni oporniki apside Notre-Dame (14. stoletje) so segali 15 metrov (50') od stene do nasprotnih nosilcev.

16. decembra 1431 je bil angleški deček Henrik VI. okronan za francoskega kralja v Notre-Dame, star deset let, tradicionalna kronanjska cerkev Reimska stolnica je bila pod francoskim nadzorom.
Med renesanso so nekatere gotske značilnosti preglasili; notranji stebri in stene Notre-Dame so bili pokriti s tapiserijami.
Leta 1548 so uporni hugenoti poškodovali nekatere kipe Notre-Dame, saj so jih imeli za malikovalske.
Vodnjak v parvisu Notre-Dame je bil dodan leta 1625, da bi bližnjim Parižanom zagotovil tekočo vodo.
Od leta 1449 je pariški zlatarski ceh redno daroval kapitlju stolnice. Leta 1630 je bilo sklenjeno, da bo ceh vsako leto prvega maja daroval veliko oltarno sliko. Ta dela so postala znana kot grands mays. Predmet je bil omejen na epizode iz Apostolskih del. Prestižno naročilo so prejeli najvidnejši slikarji in po letu 1648 člani Académie Royale.
Šestinsedemdeset slik je bilo podarjenih do leta 1708, ko je bil običaj prekinjen zaradi finančnih razlogov. Ta dela so bila zaplenjena leta 1793, večina pa je bila nato razpršena med regionalnimi muzeji v Franciji. Tista, ki so ostala v stolnici, so restavratorji iz 19. stoletja odstranili ali premestili znotraj stavbe.
Te slike je med požarom leta 2019 utrpelo škodo zaradi vode in so bile odstranjene zaradi konzerviranja.
V stolnici je bila tudi oltarna slika z upodobitvijo Obiskovanja, ki jo je naslikal Jean Jouvenet leta 1707.
Kanonik Antoine de La Porte je Ludviku XIV. naročil šest slik, ki prikazujejo življenje Device Marije za kor. V istem času je Charles de La Fosse naslikal svoje Čaščenje Treh kraljev, ki je zdaj v Louvru. Louis Antoine de Noailles, pariški nadškof, je leta 1726 obsežno spremenil streho Notre-Dame, prenovil njen okvir in odstranil bruhalnike s svinčenimi žlebovi. Noailles je okrepil tudi opornike, galerije, terase in oboke. Leta 1756 so kanoniki odločili, da je njena notranjost pretemna. Srednjeveški vitraji, razen rozet, so bili odstranjeni in nadomeščeni z navadnimi belimi steklenimi ploščami. Nazadnje je bil Jacques-Germain Soufflot zadolžen za spremembo portalov na sprednji strani stolnice, da bi procesiji omogočil lažji vstop vanjo.

### Francoska revolucija in Napoleon
Po francoski revoluciji leta 1789 je bila Notre-Dame in preostala cerkvena lastnina v Franciji zasežena in postala javna last. Stolnica je bila leta 1793 ponovno posvečena kultu razuma, nato pa leta 1794 kultu najvišjega bitja. V tem času je bilo veliko zakladov stolnice uničenih ali izropanih. Osemindvajset kipov svetopisemskih kraljev na zahodni fasadi, ki so jih pomotoma zamenjali za kipe francoskih kraljev, so prevrnili. Veliko glav je bilo najdenih med izkopavanjem leta 1977 v bližini in so na ogled v Musée de Cluny. Za nekaj časa je boginja Svobode zamenjala Devico Marijo na več oltarjih. Veliki zvonovi stolnice so se izognili taljenju. Vsi ostali veliki kipi na pročelju, razen kipa Device Marije na portalu križnega hodnika, so bili uničeni. Stolnico so začeli uporabljati kot skladišče za shranjevanje hrane in druge neverske namene.
S konkordatom iz leta 1801 je Napoleon Bonaparte vrnil Notre-Dame katoliški cerkvi, čeprav je bilo to dokončano šele 18. aprila 1802. Napoleon je imenoval tudi novega pariškega škofa Jean-Baptista de Belloya, ki je obnovil notranjost stolnice. Charles Percier in Pierre-François-Léonard Fontaine sta naredila kvazigotske spremembe Notre-Dame za kronanje Napoleona za francoskega cesarja v stolnici. Zunanjost stavbe je bila pobeljena, notranjost pa okrašena v neoklasicističnem slogu, takrat v modi.

### Obnova
V desetletjih po napoleonskih vojnah je Notre-Dame tako propadla, da so pariški uradniki razmišljali o njenem rušenju. Victor Hugo, ki je občudoval stolnico, je leta 1831 napisal roman Notre-Dame de Paris (v slovenščini Notredamski zvonar), da bi rešil Notre-Dame. Knjiga je dočakala izjemen uspeh, saj je dvignila zavest o propadajočem stanju stolnice. Istega leta, ko je izšel Hugojev roman, pa so antilegitimisti oropali zakristijo Notre-Dame. Leta 1844 je kralj Ludvik Filip ukazal obnovitev cerkve.
Arhitekt, ki je bil doslej zadolžen za vzdrževanje Notre-Dame, Étienne-Hippolyte Godde, je bil odpuščen. Na njegovo mesto sta bila leta 1844 imenovana Jean-Baptiste Lassus in Eugène Viollet-le-Duc, ki sta se odlikovala z obnovo bližnje Sainte-Chapelle. Naslednje leto je Viollet-le-Duc predložil proračun v višini 3.888.500 frankov, ki se je znižal na 2.650.000 frankov, za obnovo Notre-Dame in gradnjo nove stavbe zakristije. Ta proračun je bil leta 1850 izčrpan, delo pa se je ustavilo, ko je Viollet-le-Duc predlagal več denarja. Skupaj je obnova stala več kot 12 milijonov frankov. Viollet-le-Duc je nadziral veliko ekipo kiparjev, steklarjev in drugih obrtnikov ter delal po risbah ali gravurah, predelal ali dodal okraske, če je menil, da so v duhu prvotnega sloga. Eden od zadnjih predmetov je bil višji in bolj okrašen strešni jezdec, ki je nadomestil prvotnega iz 13. stoletja, ki je bil odstranjen leta 1786. Okras obnove je vključeval kip svetega Tomaža, ki spominja na Viollet-le-Duc, kot tudi skulpturo mitskih bitij na Galerie des Chimères.
Posebej finančno draga je bila gradnja zakristije. Da bi zagotovili trdne temelje, so morali delavci kopati 9 metrov globoko. Steklarski mojstri so natančno kopirali sloge 13. stoletja, o čemer pišeta umetnostna zgodovinarja Antoine Lusson in Adolphe Napoléon Didron.
Med Pariško komuno od marca do maja 1871 so stolnico in druge cerkve zaprli, približno dvesto duhovnikov in pariškega nadškofa pa vzeli za talce. Maja, med Semaine sanglante (»Krvavi teden« - teden dni trajajoča bitka v Parizu od 21. do 28. maja 1871), ko je vojska ponovno zavzela mesto, so komunardi ciljali na uničenje stolnice, skupaj s Tuilerijsko palačo in drugimi znamenitostmi; komunardi so zložili pohištvo skupaj, da bi zažgali stolnico. Požig je bil ustavljen, ko je vlada ugotovila, da bo ogenj uničil tudi sosednjo bolnišnico Hôtel-Dieu, polno pacientov.
Med osvoboditvijo Pariza avgusta 1944 je stolnica utrpela nekaj manjših poškodb zaradi zablodelih krogel. Nekaj srednjeveškega stekla je bilo poškodovanega in ga je zamenjalo steklo s sodobnimi abstraktnimi motivi. 26. avgusta je bila v stolnici posebna maša ob osvoboditvi Pariza izpod Nemcev; udeležila sta se ga general Charles de Gaulle in general Philippe Leclerc.
Leta 1963 so na pobudo ministra za kulturo Andréja Malrauxa in ob 800. obletnici stolnice fasado očistili stoletnih saj in umazanije ter ji povrnili prvotno umazano belo barvo.
19. januarja 1969 so vandali postavili severnovietnamsko zastavo na vrh stolnice Notre Dame in sabotirali stopnišče, ki vodi do nje. Zastavo je z vrha odstranil narednik pariške gasilske brigade Raymond Belle v drzni helikopterski misiji, prvi te vrste v Franciji. 
Maša zadušnica za Charlesa de Gaulla je bila 12. novembra 1970 v Notre-Dame.
Naslednje leto, 26. junija 1971, je Philippe Petit hodil po napeti vrvi, napeti med obema zvonikoma Notre-Dame, in zabaval gledalce.
Po Magnifikatu 30. maja 1980 je papež Janez Pavel II. maševal na veži stolnice.
Zadušnica za Françoisa Mitterranda je bila 11. januarja 1996 v stolnici, tako kot za prejšnje francoske voditelje države.
Kamnita zunanjost stolnice se je v 19. in 20. stoletju poslabšala zaradi povečanega onesnaženja zraka v Parizu, kar je pospešilo erozijo okrasja in razbarvalo kamen. Do poznih 1980-ih je več bruhalnikov in fial prav tako odpadlo ali postalo preohlapno, da bi ostali na mestu. Desetletje trajajoč prenovitveni program se je začel leta 1991 in zamenjal velik del zunanjosti, pri čemer je bila skrb posvečena ohranitvi avtentičnih arhitekturnih elementov stolnice, vključno s strogim pregledom novih apnenčastih blokov. Za odvračanje golobov so na streho namestili tudi diskreten sistem električnih žic, ki ni viden od spodaj. Orgle v stolnici so nadgradili z računalniškim sistemom za nadzor mehanskih povezav s cevmi. Zahodna stena je bila očiščena in obnovljena pravočasno za praznovanje tisočletnice decembra 1999.

### 21. stoletje
Maša zadušnica kardinala Jean-Marieja Lustigerja, nekdanjega pariškega nadškofa in judovskega spreobrnjenca v katoliško vero, je bila 10. avgusta 2007 v Notre-Dame.
Komplet štirih zvonov iz 19. stoletja na vrhu severnih stolpov v Notre-Dame je bil leta 2013 pretopljen in prelit v nove bronaste zvonove, da bi proslavili 850. obletnico stavbe. Zasnovani so bili tako, da poustvarijo zvok prvotnih zvonov stolnice iz 17. stoletja. Kljub prenovi v 1990-ih je stolnica še naprej kazala znake propadanja, zaradi česar je nacionalna vlada konec leta 2010 predlagala nov program prenove. Celotna obnova je bila ocenjena na 100 milijonov evrov, ki jih je pariški nadškof nameraval zbrati s sredstvi nacionalne vlade in zasebnih donacij. 6 milijonov evrov vredna obnova strešnega jezdeca stolnice se je začela konec leta 2018 in se nadaljevala v naslednjem letu, kar je zahtevalo začasno odstranitev bakrenih kipov na strehi in drugih okrasnih elementov le nekaj dni pred požarom aprila 2019.
Notre-Dame je 12. decembra 2012 začela celoletno praznovanje 850. obletnice postavitve prvega gradbenega kamna za stolnico. V letu obletnice, 21. maja 2013, je Dominique Venner, zgodovinar in beli nacionalist, položil pismo na cerkveni oltar in se ustrelil ter takoj umrl. Iz stolnice so evakuirali okoli 1500 obiskovalcev.
Francoska policija je 8. septembra 2016 aretirala dve osebi, potem ko so blizu Notre-Dame našli avtomobil s sedmimi jeklenkami s plinom.
10. februarja 2017 je francoska policija aretirala štiri osebe v Montpellieru, za katere so oblasti že vedele, da so povezane z radikalnimi islamističnimi organizacijami zaradi obtožb načrtovanja potovanja v Pariz in napada na stolnico. Kasneje istega leta, 6. junija, so obiskovalce zaprli v stolnico Notre-Dame v Parizu, potem ko je moški s kladivom napadel policista zunaj.

### Požar 2019
15. aprila 2019 je stolnico zajel požar, ki je uničil strešnega jezdeca in »gozd« hrastovih tramov, ki so podpirali svinčeno streho. Špekuliralo se je, da je požar povezan z obnovitvenimi deli, ki so potekala.
Po kasnejših študijah je požar na podstrešju stolnice izbruhnil ob 18.18. Detektorji dima so nemudoma obvestili o požaru uslužbenca stolnice, ki pa ni poklical gasilcev, ampak je poslal stražarja stolnice, da razišče. Namesto na pravo podstrešje je bil stražar poslan na napačno lokacijo, na podstrešje sosednje zakristije, in sporočil, da požara ni. Paznik je poklical svojega nadrejenega, ki se ni takoj oglasil. Približno petnajst minut kasneje je bila napaka odkrita, nakar je nadzornik pazniku rekel, naj gre na pravo lokacijo. Gasilci še vedno niso bili obveščeni. Ko se je straža povzpela po tristo stopnicah do podstrešja stolnice, je požar že precej napredoval. Alarmni sistem ni bil zasnovan za samodejno obveščanje gasilske brigade, ki je bila končno poklicana ob 18.51, potem ko se je stražar vrnil s podstrešja in sporočil da požar divja, in več kot pol ure po tem, ko se je začel oglašati požarni alarm. Gasilci so prispeli v manj kot desetih minutah.
Vrh stolnice se je zrušil ob 19.50, pri čemer je padlo približno 750 ton kamna in svinca. Gasilcem v notranjosti so ukazali, da se vrnejo. Do takrat se je požar razširil na severni stolp, kjer je bilo osem zvonov. Gasilci so se osredotočili na stolp. Bali so se, da bi zvonovi, če bi padli, uničili stolp in ogrozili strukturo drugega stolpa in celotno stolnico. Morali so se povzpeti po stopnišču, ki mu je grozil ogenj, in se boriti z nizkim pritiskom vode v svojih ceveh. Medtem ko so drugi gasilci zalivali stopnišče in streho, se je ekipa dvajsetih povzpela po ozkem stopnišču južnega stolpa, prečkala severni stolp, spustila cevi, ki so jih priključili na gasilska vozila zunaj stolnice, in poškropila vodo na ogenj pod zvonovi. Ob 21.45 jim je požar končno uspelo obvladati. Glavna struktura je bila nedotaknjena; gasilci so rešili fasado, stolpe, zidove, opornike in vitraje. Velike orgle z več kot 8.00 piščalmi, ki jih je zgradil François Thierry v 18. stoletju, so bile prav tako rešene, vendar jih je voda poškodovala. Zaradi obnove, ki je potekala, so bili bakreni kipi na zvoniku odstranjeni pred požarom. Kamniti obok, ki tvori strop stolnice, je imel več lukenj, sicer pa je bil nedotaknjen.
Od leta 1905 so francoske stolnice (vključno s stolnico Notre-Dame) v lasti države, ki je samozavarovana. Nekateri stroški se lahko povrnejo z zavarovalnim kritjem, če se ugotovi, da so požar povzročili izvajalci, ki delajo na gradbišču. Francoska zavarovalnica AXA je zagotovila zavarovalno kritje za dve pogodbeni podjetji, ki sta pred požarom delali na obnovi Notre-Dame. AXA je zagotovila tudi zavarovalno kritje za nekatere relikvije in umetnine v stolnici.
Predsednik Emmanuel Macron je povedal, da je približno 500 gasilcev pomagalo pri gašenju požara. Med gašenjem je bil en gasilec huje poškodovan, poškodovana pa sta bila tudi dva policista.
Bogato okrašena tapiserija, stkana v začetku 19. stoletja, je šele tretjič v zadnjih desetletjih na ogled javnosti. Rešena je bila po požaru iz pariške stolnice Notre-Dame de Paris.
Prvič po več kot 200 letih božična maša 25. decembra 2019 ni bila v stolnici zaradi obnovitvenih del po požaru.
Osem članov stolničnega zbora, katerih število je omejeno z omejitvami pandemije COVID-19, je prvič po požaru decembra 2020 nastopilo znotraj stavbe. Videoposnetek dogodka je bil predvajan pozneje, malo pred polnočjo 24. decembra 2020.

### Barva in polemike
Svetla barva obnovljene notranjosti bo šokirala mnoge obiskovalce, vajene umazane sivine predpožarne stolnice. »Belina pod umazanijo je bila precej spektakularna«, pravi general Jean-Louis Georgelin, častnik francoske vojske, ki je vodil obnovo. Kamen je bil popršen z raztopino lateksa, da bi odstranil stoletja umazanije in saj. Vendar pa je čiščenje notranjosti cerkve z raztopinami lateksa kritiziral Michael Daley iz Artwatch UK, pri čemer se je skliceval na prejšnje čiščenje stolnice svetega Pavla v Londonu. Vprašal je: »Ali obstaja kakšna dobra podlaga za željo po predstavitvi umetno osvetljene in nezgodovinske bele notranjosti?« Jean-Michel Guilemont s francoskega ministrstva za kulturo je odgovoril: »Notranji deli bodo ponovno pridobili svojo prvotno barvo, saj so bile kapele in stranske ladje zelo umazane. Seveda ni bele barve. Kamen je kremne barve, arhitekti pa so zelo pozorni na pridobitev patine, ki spoštuje stoletja«.

## Stolpa in strešni jezdec
- Stolpa na zahodni fasadi (1220–1250)
- Galerija himer, ki jo je leta 1910 naslikal Georges Redon
- Strešni jezdec iz 19. stoletja
- Relikviarij petelina na vrhu strešnega jezdeca. Po požaru leta 2019 je bil najden rahlo poškodovan v ruševinah.
- Strešni jezdec od zgoraj, leta 2013
- Kip apostola Tomaža s podobami restavratorja Eugèna Viollet-le-Duca na dnu zvonika

Stolpa sta visoka 69 metrov in sta bila najvišji stavbi v Parizu do dokončanja Eifflovega stolpa leta 1889. Stolpa sta bila zadnja večja elementa stolnice, ki so bili zgrajeni. Prvi je bil zgrajen južni stolp med letoma 1220 in 1240, severni pa med letoma 1235 in 1250. Novejši severni stolp je nekoliko večji, kar se vidi, ko ju gledamo neposredno pred cerkvijo. Večji je tudi contrefort ali opornik severnega stolpa.
Južni stolp je bil obiskovalcem dostopen po stopnišču, katerega vhod je bil na južni strani stolpa. Stopnišče ima 387 stopnic in ima podest v gotski dvorani v višini rozete, kjer so obiskovalci lahko pogledali čez vežo in si ogledali zbirko slik in kipov iz prejšnjih obdobij zgodovine stolnice.
Štirinajst zvonov stolnice je v severnem in južnem stolpu.
Strešni jezdec stolnice je bil nad transeptom. Prvotni zvonik je bil zgrajen v 13. stoletju, verjetno med letoma 1220 in 1230. Veter ga je v petih stoletjih udaril, oslabel in upognil, končno pa je bil odstranjen leta 1786. Med obnovo v 19. stoletju je Eugène Viollet-le-Duc odločili, da ga poustvarijo in izdelajo novo različico hrasta, prekritega s svincem. Celoten zvonik je tehtal 750 ton.
Po načrtih Viollet-le-Duca je bil strešni jezdec obdan z bakrenimi kipi dvanajstih apostolovskupino treh na vsaki strani neba. Pred vsako skupino je simbol, ki predstavlja enega od štirih evangelistov: krilati vol za svetega Luko, lev za svetega Marka, orel za svetega Janeza in angel za svetega Mateja. Le nekaj dni pred požarom so kipe odstranili zaradi obnove. Ko so bili na mestu, so bili obrnjeni navzven proti Parizu, razen enega: kip svetega Tomaža, zaščitnika arhitektov, ki je bil obrnjen proti zvoniku in je imel poteze Viollet-le-Duca.
Petelinji vetrovnik na vrhu strešnega jezdeca je vseboval tri relikvije: majhen delček trnove krone iz stolnične zakladnice ter relikvije sv. Dionizija in sv. Genevieve, zavetnikov Pariza. Tja jih je leta 1935 postavil nadškof Jean Verdier, da bi kongregacijo zaščitili pred strelo ali drugimi poškodbami. Petelin z nedotaknjenimi relikvijami je bil kmalu po požaru najden v ruševinah.

## Ikonografija – »knjiga revnih«
Gotska stolnica je bila za veliko večino nepismenih župljanov liber pauperum, »knjiga revežev«, prekrita s skulpturami, ki so nazorno prikazovale svetopisemske zgodbe. Za večji učinek so bile vse skulpture na fasadah prvotno poslikane in pozlačene.
- Ilustracija Poslednje sodbe
- Mučenik sv. Dionizij, ki drži glavo, nad portalom Device
- Kača skuša Adama in Evo; del Poslednje sodbe na portalu Device na zahodni fasadi
- Nadangel Mihael in Satan med Poslednjo sodbo tehtata duše (osrednji portal, zahodna fasada)
- Striks na zahodni fasadi
- Bruhalniki za odtok deževnice
- Himera na fasadi
- Alegorija alkimije, osrednji portal

Timpanon nad osrednjim portalom na zahodni fasadi, obrnjeni proti trgu, nazorno prikazuje Poslednjo sodbo s figurami grešnikov, ki jih vodijo v pekel, in dobrih kristjanov, vzetih v nebesa. Skulptura desnega portala prikazuje kronanje Device Marije, levi portal pa prikazuje življenje svetnikov, ki so bili pomembni za Parižane, zlasti svete Ane, matere Device Marije.
Tudi zunanjost stolnic in drugih gotskih cerkva je bila okrašena s skulpturami najrazličnejših pravljičnih in zastrašujočih grotesk ali pošasti. Med temi so bili bruhalniki, himera, mitsko hibridno bitje, ki je običajno imelo telo leva in kozja glava, ter striks, bitje, ki spominja na sovo ali netopirja in naj bi jedlo človeško meso. Striks se je pojavil v klasični rimski literaturi; rimski pesnik Ovid, ki so ga v srednjem veku zelo brali, ga je opisal kot ptico z veliko glavo z zamaknjenimi očmi, grabežljivim kljunom in sivkasto belimi perutmi. Bile so del vizualnega sporočila za nepismene vernike, simboli zla in nevarnosti, ki je grozila tistim, ki niso sledili naukom cerkve.
Bruhalniki, ki so bili dodani okoli leta 1240, so imeli bolj praktičen namen. Bili so odtok za deževnico, zasnovani tako, da razdelijo hudournik vode, ki se je po dežju ulil s strehe, in jo usmerijo čim dlje od opornikov, sten in oken, kjer bi lahko razjedla malto, ki veže kamen. Za ustvarjanje številnih tankih potokov namesto hudournika vode je bilo uporabljeno veliko število bruhalnikov, zato so bili zasnovani tudi kot okrasni element arhitekture. Deževnica je tekla s strehe v svinčene žlebove, nato po kanalih na ločnih opornikih, nato po kanalu, izrezanem v zadnjem delu bruhalnika in iz ust stran od stolnice.
Med vsemi verskimi osebnostmi je bilo nekaj kiparskega okrasja namenjeno ponazarjanju srednjeveške znanosti in filozofije. Osrednji portal zahodne fasade je okrašen z izrezljanimi figurami, ki držijo okrogle plošče s simboli preobrazbe, vzetimi iz alkimije. Osrednji steber osrednjih vrat Notre-Dame prikazuje kip ženske na prestolu, ki v levi roki drži žezlo, v desni roki pa dve knjigi, eno odprto (simbol javnega znanja) in drugo zaprto (ezoterično znanje), skupaj z lestvijo s sedmimi stopnicami, ki simbolizirajo sedem stopnic, ki so jim alkimisti sledili v svojem znanstvenem iskanju poskusa preoblikovanja navadnih kovin v zlato.
Številni kipi, zlasti groteskni, so bili v 17. in 18. stoletju odstranjeni s pročelja ali pa so bili uničeni med francosko revolucijo. Med obnovo v 19. stoletju so jih nadomestile figure v gotskem slogu, ki jih je oblikoval Eugène Viollet-le-Duc.

## Vitraji – rozete
- Najzgodnejša rozeta na zahodni fasadi (okoli 1225)
- Zahodna rozeta (okoli 1225)
- Severna rozeta (okoli 1250)
- Severna rozeta, vključno s spodnjimi 18 navpičnimi okni

Vitraji Notre-Dame, zlasti tri rozete, so med najbolj znanimi značilnostmi stolnice. Zahodna rozeta nad portali je bila prva in najmanjša. Ima 9,6 metra premera in je bila izdelana okoli leta 1225, kosi stekla pa so vstavljeni v debel okrogel kamnit okvir. V tem oknu ni ostalo nič originalnega stekla; poustvarjeno je bilo v 19. stoletju.
Obe transeptni okni sta večji in imata večji delež stekla kot rozeta na zahodni fasadi, ker so z novim sistemom opornikov stene ladje stanjšali in utrdili. Severna rozeta je bila ustvarjena okoli leta 1250, južna pa okoli leta 1260. Južna rozeta v transeptu je še posebej opazna zaradi svoje velikosti in umetnosti. Njen premer je 12,9 metra; s claire-voie, ki ga obdaja, skupaj 19 metrov. Stolnici jo je podaril francoski kralj Ludvik IX., znan kot sveti Ludvik.
Južna rozeta ima 94 medaljonov, razporejenih v štiri kroge, ki prikazujejo prizore iz Kristusovega življenja in tistih, ki so bili priče njegovemu času na zemlji. V notranjem krogu je dvanajst medaljonov, ki prikazujejo dvanajst apostolov. (Med poznejšimi obnovami so bili nekateri od teh prvotnih medaljonov premaknjeni v kroge dlje). Naslednja dva kroga prikazujeta slavne mučenike in device. Četrti krog prikazuje dvajset angelov, pa tudi svetnike, pomembne za Pariz, predvsem sv. Dionizij, Margareta Devico z zmajem in sv. Evstahij. Tretji in četrti krog imata tudi nekaj upodobitev starozaveznih tem. V tretjem krogu je nekaj medaljonov s prizori iz novozaveznega Matejevega evangelija, ki so iz zadnje četrtine 12. stoletja. To so najstarejša stekla v oknu.
Dodatni prizori v vogalih okrog rozete so Jezusov sestop v pekel, Adam in Eva, Kristusovo vstajenje. Na dnu okna sta sveti Peter in sveti Pavel, na vrhu pa Marija Magdalena in Janez apostol.
Nad rozeto je bilo okno, ki je prikazovalo zmagoslavnega Kristusa, ki je sedel na nebu, obkrožen s svojimi apostoli. Spodaj je šestnajst oken z naslikanimi podobami prerokov. Ti niso bili del prvotnega okna; naslikal jih je med obnovo v 19. stoletju Alfred Gérenthe pod vodstvom Eugèna Viollet-le-Duca na podlagi podobnega okna v stolnici v Chartresu.
Južna rozeta je imela težko zgodovino. Leta 1543 je bila poškodovana zaradi posedanja zidov in obnovljena šele v letih 1725–1727. Resno je bila poškodovana v francoski revoluciji leta 1830. Izgredniki so požgali nadškofovo rezidenco poleg stolnice kar je uničilo številna stekla. Okno je v celoti obnovil Viollet-le-Duc leta 1861. Okno je zasukal za petnajst stopinj, da je dobil jasno navpično in vodoravno os, in zamenjal uničene koščke stekla z novim steklom v istem slogu. Današnje okno vsebuje steklo iz srednjega veka in 19. stoletja.
V 1960-ih, po treh desetletjih razprave, je bilo odločeno, da se številna okna grizaj iz 19. stoletja v ladji, ki jih je zasnoval Viollet-le-Duc, zamenjajo z novimi okni. Nova okna, ki jih je izdelal Jacques Le Chevallier, so brez človeških figur in uporabljajo abstraktne modele grizaj in barve, da bi poskušali poustvariti svetlobo notranjosti stolnice v 13. stoletju.
Ogromen požar je pustil tri velike srednjeveške rozete v bistvu nedotaknjene, vendar z nekaj škode.[130] Rektor stolnice je opozoril, da bo treba eno rozeto razstaviti, saj je nestabilna in ogrožena. Večina ostalih poškodovanih oken je imela precej manjšo zgodovinsko vrednost.

## Lastništvo
Do francoske revolucije je bila Notre-Dame last pariškega nadškofa in torej Rimskokatoliške cerkve. Podržavljena je bila 2. novembra 1789 in je od takrat v lasti francoske države. S konkordatom iz leta 1801 je bila Cerkvi vrnjena uporaba stolnice, ne pa lastništvo. Zakonodaja iz let 1833 in 1838 je pojasnila, da se stolnice vzdržujejo na stroške francoske vlade. To je bilo ponovno potrjeno v zakonu o ločitvi Cerkve od države iz leta 1905, ki je Katoliški cerkvi dodelil izključno pravico, da jo trajno uporablja v verske namene. Notre-Dame je ena od sedemdesetih zgodovinskih cerkva v Franciji s tem statusom. Nadškofija je odgovorna za plačilo zaposlenih, za varnost, ogrevanje in čiščenje ter za zagotavljanje, da je stolnica brezplačno odprta za obiskovalce. Nadškofija ne prejema subvencij od francoske države. Pred zaključkom zadnje prenove francoski politiki razmišljajo, da bi uvedli vstopnino. Ta naj bi bila višja za obiskovalce iz tujine. Izkupiček naj bi porabili za obnavljanje drugih cerkva v lasti države.   

## Galerija
- Oblačila iz 19. stoletja
- Širokokotni pogled na zahodno fasado Notre-Dame
- Fasada Notre-Dame, ki prikazuje Portal Device, Portal Poslednje sodbe in Portal sv. Ane
- Pogled iz leta 2010 na Notre-Dame s Tour Montparnasse
- Širokokotni pogled na zahodno fasado Notre-Dame
- Pariška Devica, 14. stoletje. Kip Device z otrokom znotraj Notre-Dame de Paris
- Veliki oltar s klečečima kipoma Ludvika XIII. in Ludvika XIV.
- Južna rozeta Notre-Dame de Paris
- Notre Dame ob koncu 19. stoletja
- Ločni oporniki Notre Dame
- Spominska plošča umrlim pripadnikom Britanskega imperija v prvi svetovni vojni
- Timpanon Poslednje sodbe
- Kip Ivane Orleanske v notranjosti stolnice Notre-Dame de Paris
- Pogled od blizu na podrobnosti Poslednje sodbe v timpanonu (2016)
- Fasada Notre-Dame de Paris.
- Fotografija Charlesa Nègreja iz leta 1853 Henrija Le Secqa poleg striksa